# Norseman Airport
Norseman Airport är en flygplats i Australien. Den ligger i kommunen Dundas och delstaten Western Australia, omkring 560 kilometer öster om delstatshuvudstaden Perth.
Trakten runt Norseman Airport är nära nog obefolkad, med mindre än två invånare per kvadratkilometer.. Närmaste större samhälle är Norseman, nära Norseman Airport. 
Omgivningarna runt Norseman Airport är i huvudsak ett öppet busklandskap. Genomsnittlig årsnederbörd är 466 millimeter. Den regnigaste månaden är mars, med i genomsnitt 86 mm nederbörd, och den torraste är februari, med 11 mm nederbörd.